# Kolonia (Stubno)
Kolonia – część wsi Stubno w Polsce, położona w województwie podkarpackim, w powiecie przemyskim, w gminie Stubno.
W latach 1975–1998 Kolonia administracyjnie należała do województwa przemyskiego.